# Angerme
ANGERME (アンジュルム), fram till 2014 kallade S/mileage (japanska: スマイレージ, Sumairēji), är en japansk tjejgrupp knuten till idolagenturen Hello! Project. Gruppen består för närvarande av elva tjejer. Gruppen bildades 2009 av producenten Tsunku.

## Medlemmar
- Layla Ise (född 19 januari 2004)
- Rin Hashisako (född 6 oktober 2005)
- Shion Tamenaga (född 9 februari 2004)
- Wakana Matsumoto (född 1 september 2007)
- Rin Kawana (född 6 december 2003)
- Yuki Hirayama (född 25 juli 2006)
- Yukiho Shimoitani (född 4 augusti 2006)
- Hana Goto (född 5 juni 2008)
- Momoha Nagano (född13 mai 2010)

## Tidigare medlemmar
- Ayaka Wada (född 1 augusti 1994)
- Kanon Fukuda (född 12 mars 1995)
- Yuuka Maeda (född 28 december 1994)
- Saki Ogawa (född 18 november 1996)
- Fuyuka Kosuga (född 19 november 1997)
- Maho Aikawa (född 26 mars 1999)
- Meimi Tamura (född 30 oktober 1998)
- Rina Katsuta (född 6 april 1998)
- Kana Nakanishi (född 4  juni 1997)
- Mizuki Murota (född 12 juni 1998)
- Haruka Oota (född 21 oktober 2003)
- Musubu Funaki (född 10 maj 2002)
- Momona Kasahara (född 22 oktober 2003)
- Akari Takeuchi (född 23 november 1997)
- Rikako Sasaki (född 28 maj 2001)
- Ayano Kawamura (född 7 juli 1999)
- Moe Kamikokuryo (född 24 oktober 1999)

## Diskografi

### Singlar
1. "Yume Miru 15" (26 maj 2010)
2. "○○Ganbaranakutemo Eenende!!" (28 juli 2010)
3. "Onaji Jikyū de Hataraku Tomodachi no Bijin Mama" (29 september 2010)
4. "Shortcut" (9 februari 2011)
5. "Koi ni Booing Boo!" (27 april 2011)
6. "Uchōten Love" (3 augusti 2011)
7. "Tachiagirl" (28 september 2011)
8. "Please Minisuka Post Woman!" (28 december 2011)
9. "Chotto Matte Kudasai!" (1 februari 2012)
10. "Dot Bikini" (5 maj 2012)
11. "Suki yo, Junjou Hankouki" (22 augusti 2012)
12. "Samui ne." (28 november 2012)
13. "Tabidachi no Haru ga Kita" (20 mars 2013)
14. "Atarashii Watashi ni Nare!/Yattaruchan" (3 juli 2013)
15. "Ee ka!? / Ii Yatsu" (18 december 2013)
16. "Mystery Night! / Eighteen Emotion" (30 april 2014)
17. "Aa Susukino / Chikyuu wa Kyou mo Ai wo Hagukumu" (20 augusti 2014)
18. "Taiki Bansei / Otome no Gyakushuu" (4 februari 2015)
19. "Nana Korobi Ya Oki / Gashin Shoutan / Mahou Tsukai Sally" (22 juli 2015)
20. "Desugita Kui wa Utarenai / Dondengaeshi / Watashi" (11 november 2015)
21. "Tsugitsugi Zokuzoku / Itoshima Distance / Koi Nara Tokku ni Hajimatteru" (27 april 2016)
22. "Umaku Ienai / Ai no Tame Kyou Made Shinkashite Kita Ningen, Ai no Tame Subete Taikashita Ningen / Wasurete Ageru" (19 oktober 2016)
23. "Ai Sae Areba Nanni mo Iranai / Namida Iro no Ketsui / Majokko Megu-chan" (21 juni 2017)
24. "Nakenai ze・・・Kyoukan Sagi / Uraha=Lover / Kimi Dake ja nai sa...friends (2018 Acoustic Ver.)" (9 maj 2018)
25. "Tade Kuu Mushi mo Like it! / 46okunen LOVE" (31 oktober 2018)
26. "Koi wa Accha Accha / Yumemita Fifteen" (10 april 2019)
27. "Watashi wo Tsukuru no wa Watashi / Zenzen Okiagarenai SUNDAY" (20 november 2019)
28. "Kagiriaru Moment / Mirror Mirror" (26 augusti 2020)
29. "Hakkiri Shiyou ze / Oyogenai Mermaid / Aisare Route A or B?" (23 juni 2021)
30. "Ai・Mashou / Hade ni Yacchai na! / Aisubeki Beki Human Life" (11 maj 2022)
31. "Kuyashii wa / Piece of Peace ~Shiawase no Puzzle~" (19 oktober 2022)
32. "Ai no Kedamono / Dousousei" (14 juni 2023)
33. "RED LINE / Life is Beautiful!" (13 december 2023)
34. "Bibitaru Ichigeki / Uwasa no Narushii / THANK YOU, HELLO GOOD BYE" (12 juni 2024)
35. "Hatsukoi, Hanabie / Yuuyuu Kankan gonna be alright!!" (13 november 2024)
36. "Android wa Yume wo Miru ka? / Hikari no Uta" (21 maj 2025)

### Album
1. "Warugaki 1" (8 december 2010)
2. "2 Smile Sensation" (22 maj 2013)
3. "Rinnetenshou ~ANGERME Past, Present & Future~" (15 maj 2019)
4. "BIG LOVE" (22 mars 2023)